# Анте
Анте, од латинског antae - стуб, продужетак подужних зидова на грчким храмовима, помоћу којег се ствара наткривени трем.
Осим тога, Анте може да буде хрватско мушко име, и латинска реч која значи испред, пре (нпр. лат. ante meridiem - пре подне).